# Морен, Пьер-Николя
Пьер Николя Морен (фр. Pierre Nicolas Morin; 1756—1827) — французский военный деятель, бригадный генерал (1807 год), барон (1812 год), участник революционных и наполеоновских войн.

## Биография
Начал службу 1 декабря 1782 года во 2-м карабинерском полку. 3 апреля 1785 года произведён в бригадиры, 12 октября 1786 года – фурьер, 18 апреля 1788 года стал адъютантом полка.
С началом Революционных войн сражался в рядах Северной и Центральной армий под началом маршала Люкнера и генерала Келлермана.
31 августа 1803 года произведён в полковники, и возглавил 2-й карабинерский, в котором служил с 1782 года. Участвовал в кампаниях Великой Армии 1805-07 годов. 25 января 1807 года произведён в бригадные генералы. Сначала получил назначение в кавалерийские депо, а 29 мая временно возглавил 2-ю дивизию тяжёлой кавалерии. В тот же день получил приказ проинспектировать депо двенадцати полков тяжёлой кавалерии. 12 июня переведён во 2-й военный округ, и назначен командующим департамента Арденны.
18 апреля 1813 года был назначен командиром лёгкой кавалерийской бригады 2-го корпуса. 25 сентября 1813 года вышел в отставку.
Умер 20 ноября 1827 года в родном Ферваке. Его сестра Мари Морен была его единственной наследницей.

## Воинские звания
- Младший лейтенант (10 октября 1790 года);
- Лейтенант (1 апреля 1792 года);
- Капитан (15 мая 1792 года);
- Командир эскадрона (19 июня 1795 года);
- Полковник (31 августа 1803 года);
- Бригадный генерал (25 января 1807 года).

## Титулы
- Барон Морен и Империи (фр. baron Morin et de l'Empire; декрет от 30 июня 1811 года, патент подтверждён 12 февраля 1812 года).

## Награды
Легионер ордена Почётного легиона (11 декабря 1803 года)
 Офицер ордена Почётного легиона (14 июня 1804 года)
 Коммандан ордена Почётного легиона (25 декабря 1805 года)
 Кавалер военного ордена Святого Людовика (1814 год)